# Saison 5 de Canada's Drag Race
La cinquième saison de Canada's Drag Race est diffusée du 21 novembre 2024 au 16 janvier 2025 sur Crave au Canada et sur WOW Presents Plus à l'international.
Le 9 novembre 2023, l'émission est renouvelée pour sa cinquième saison. Le jury est composé de Brooke Lynn Hytes, Brad Goreski et Traci Melchor. Le casting est composé de onze candidates et est dévoilé le 23 octobre 2024 sur les réseaux sociaux.
La gagnante de la saison reçoit 100 000 dollars canadiens.
La gagnante de la saison est The Virgo Queen, avec comme seconde Makayla Couture.

## Candidates
(Les noms et âges donnés sont ceux annoncés au moment de la compétition.)
| Candidate            | Âge | Résidence                           | Classement        |
| -------------------- | --- | ----------------------------------- | ----------------- |
| The Virgo Queen      | 25  | Toronto, Ontario                    | Gagnante          |
| Makayla Couture      | 21  | Toronto, Ontario                    | Seconde           |
| Helena Poison        | 32  | Toronto, Ontario                    | 3e place 4e place |
| Minhi Wang           | 39  | Toronto, Ontario                    | 3e place 4e place |
| Perla                | 29  | Toronto, Ontario                    | 5e place          |
| Xana                 | 26  | Vancouver, Colombie-Britannique     | 6e place          |
| Uma Gahd             | 36  | Montréal, Québec                    | 7e place          |
| Jaylene Tyme         | 52  | Vancouver, Colombie-Britannique     | 8e place          |
| Sanjina DaBish Queen | 32  | Toronto, Ontario                    | 9e place          |
| Tiffany Ann Co.      | 32  | Vancouver, Colombie-Britannique     | 10e place         |
| Tara Nova            | 23  | Saint-Jean, Terre-Neuve-et-Labrador | 11e place         |

## Progression des candidates
|            |                      | Épisode | Épisode | Épisode | Épisode | Épisode | Épisode | Épisode | Épisode | Épisode        |
| 1          | 2                    | 3       | 4       | 5       | 6       | 7       | 8       | 9       |         |                |
| ---------- | -------------------- | ------- | ------- | ------- | ------- | ------- | ------- | ------- | ------- | -------------- |
| Candidates | The Virgo Queen      | WIN     | SAFE    | WIN     | SAFE    | HIGH    | BTM3    | BTM2    | HIGH    | GAGNANTE       |
| Candidates | Makayla Couture      | TOP2    | SAFE    | SAFE    | LOW     | WIN     | BTM3    | SAFE    | BTM2    | SECONDE        |
| Candidates | Helena Poison        | SAFE    | HIGH    | HIGH    | HIGH    | LOW     | SAFE    | HIGH    | WIN     | ÉLIMINÉE       |
| Candidates | Minhi Wang           | SAFE    | HIGH    | HIGH    | WIN     | SAFE    | SAFE    | WIN     | SAFE    | ÉLIMINÉE       |
| Candidates | Perla                | LOW     | WIN     | BTM2    | SAFE    | HIGH    | SAFE    | SAFE    | ELIM    | INVITÉE        |
| Candidates | Xana                 | SAFE    | LOW     | HIGH    | SAFE    | BTM2    | WIN     | ELIM    |         | INVITÉE        |
| Candidates | Uma Gahd             | SAFE    | SAFE    | SAFE    | BTM2    | SAFE    | ELIM    |         |         | INVITÉE        |
| Candidates | Jaylene Tyme         | HIGH    | SAFE    | LOW     | HIGH    | ELIM    |         |         |         | MISS SYMPATHIE |
| Candidates | Sanjina DaBish Queen | SAFE    | SAFE    | HIGH    | ELIM    |         |         |         |         | INVITÉE        |
| Candidates | Tiffany Ann Co.      | LOW     | BTM2    | ELIM    |         |         |         |         |         | INVITÉE        |
| Candidates | Tara Nova            | LOW     | ELIM    |         |         |         |         |         |         | INVITÉE        |

 La candidate a gagné Canada's Drag Race.
 La candidate a fini seconde.
 La candidate a été éliminée lors de l'épisode final.
 La candidate a été élue Miss Sympathie.
 La candidate a gagné le défi.
 La candidate a été une des deux meilleures candidates de la semaine mais a perdu le lip-sync.
 La candidate a reçu des critiques positives des juges et a été déclarée sauve.
 La candidate a fait partie de l'équipe gagnante et a été déclarée sauve.
 La candidate a été déclarée sauve.
 La candidate a reçu des critiques des juges et a été sauvée par le wooden beaver.
 La candidate a reçu des critiques négatives des juges et a été déclarée sauve.
 La candidate a reçu des critiques négatives des juges et a été sauvée par la gagnante de l'épisode.
 La candidate a été en danger d'élimination.
 La candidate a été éliminée.

## Lip-syncs
| Épisode | Candidate                                        | vs.                                              | Candidate                                        | Chanson                 | Artiste                       | Gagnante             |
| ------- | ------------------------------------------------ | ------------------------------------------------ | ------------------------------------------------ | ----------------------- | ----------------------------- | -------------------- |
| 1       | Makayla Couture                                  | vs.                                              | The Virgo Queen                                  | Pretty Girl Era         | Lu Kala                       | The Virgo Queen      |
| Épisode | Candidate                                        | vs.                                              | Candidate                                        | Chanson                 | Artiste                       | Candidate éliminée   |
| 2       | Tara Nova                                        | vs.                                              | Tiffany Ann Co.                                  | Fuck the Pain Away      | Peaches                       | Tara Nova            |
| Épisode | Candidate                                        | vs.                                              | Candidate                                        | Chanson                 | Artiste                       | Gagnante             |
| 3       | Makayla Couture                                  | vs.                                              | Minhi Wang                                       | Too Hot                 | Alanis Morissette             | Makayla Couture      |
| 3       | Helena Poison                                    | vs.                                              | Jaylene Tyme                                     | San Francisco           | Rufus Wainwright              | Helena Poison        |
| 3       | Uma Gahd                                         | vs.                                              | Xana                                             | Heads Will Roll         | Yeah Yeah Yeahs               | Uma Gahd             |
| 3       | Tiffany Ann Co.                                  | vs.                                              | The Virgo Queen                                  | Exes                    | Tate McRae                    | The Virgo Queen      |
| 3       | Perla                                            | vs.                                              | Sanjina DaBish Queen                             | Bad Bitches Don't Cry   | Priyanka ft. Ralph            | Sanjina DaBish Queen |
| Épisode | Candidate                                        | vs.                                              | Candidate                                        | Chanson                 | Artiste                       | Candidate éliminée   |
| 3       | Perla                                            | vs.                                              | Tiffany Ann Co.                                  | Hot                     | Avril Lavigne                 | Tiffany Ann Co.      |
| 4       | Sanjina DaBish Queen                             | vs.                                              | Uma Gahd                                         | Contemporary Love       | Rêve                          | Sanjina DaBish Queen |
| 5       | Jaylene Tyme                                     | vs.                                              | Xana                                             | Here Comes the Sunshine | Love Inc.                     | Jaylene Tyme         |
| 6       | Makayla Couture vs. The Virgo Queen vs. Uma Gahd | Makayla Couture vs. The Virgo Queen vs. Uma Gahd | Makayla Couture vs. The Virgo Queen vs. Uma Gahd | Hello                   | Martin Solveig ft. Dragonette | Uma Gahd             |
| 7       | The Virgo Queen                                  | vs.                                              | Xana                                             | Taking Chances          | Céline Dion                   | Xana                 |
| 8       | Makayla Couture                                  | vs.                                              | Perla                                            | Desperate Measures      | Marianas Trench               | Perla                |
| Épisode | Candidate                                        | vs.                                              | Candidate                                        | Chanson                 | Artiste                       | Candidate éliminée   |
| 9       | Makayla Couture                                  | vs.                                              | The Virgo Queen                                  | From This Moment On     | Shania Twain                  | The Virgo Queen      |

 La candidate a gagné le lip-sync et la saison.
 La candidate a gagné le lip-sync et a été déclarée meilleure candidate de l'épisode.
 La candidate a gagné le lip-sync du Slay Off, a remporté un point pour son équipe et a été déclarée sauve.
 La candidate a été éliminée après sa première fois en danger d'élimination.
 La candidate a été éliminée après sa deuxième fois en danger d'élimination.

## Juges invités
Cités par ordre chronologique :
- Lu Kala, chanteuse canado-congolaise ;
- Peaches, chanteuse canadienne ;
- Sarain Fox, activiste canadienne ;
- Shea Couleé, drag queen américaine ;
- Lauren Chan, modèle et entrepreneuse canadienne ;
- Simone Denny, chanteuse canadienne ;
- Steph Tolev, comédienne canadienne ;
- Ts Madison, activiste américaine ;
- Orville Peck, chanteur sud-africain.

### Invités spéciaux
Certains invités apparaissent lors des épisodes, mais ne font pas partie du panel des jurés.
Épisode 7
- Suki Doll, drag queen canadienne.

Épisode 8
- Jimbo, drag queen canadienne.

Épisode 9
- Hollywood Jade, danseur et chorégraphe canadien ;
- Kitten Kaboodle, drag queen canadienne ;
- Venus, drag queen canadienne.

## Épisodes
| SUJET     | LA FAMILLE            | LA FAMILLE       | LA FAMILLE | LA FAMILLE | LA SEXUALITÉ               | LA SEXUALITÉ      | LA SEXUALITÉ    | LA SEXUALITÉ        | L'ÉTIQUETTE   | L'ÉTIQUETTE                  | L'ÉTIQUETTE |
| --------- | --------------------- | ---------------- | ---------- | ---------- | -------------------------- | ----------------- | --------------- | ------------------- | ------------- | ---------------------------- | ----------- |
| CANDIDATE | Sanjina DaBish Queen  | Tara Nova        | Uma Gahd   | Xana       | Jaylene Tyme               | Makalya Couture   | The Virgo Queen | Tiffany Ann Co.     | Helena Poison | Minhi Wang                   | Perla       |
| ÉPOQUE    | Années 1950           | 11 décembre 1948 | 3025       | 2525       | Années 1950                | Festival Caribana | Années 1800     | 2825-2520 av. J.-C. | Années 1950   | Canada's Drag Race, saison 1 | 1888        |
| LIEU      | De Wallen (Amsterdam) | Ottawa           | Terre      | Vancouver  | Pow-wow du traité numéro 4 | Toronto           | Afrique         | Viêt Nam            | Enfer         | L'atelier, épisode 1         | Londres     |

| CHANSON   | DUH           | DUH          | DUH        | DUH      | NOT             | NOT   | NOT             | NOT  |
| --------- | ------------- | ------------ | ---------- | -------- | --------------- | ----- | --------------- | ---- |
| CANDIDATE | Helena Poison | Jaylene Tyme | Minhi Wang | Uma Gahd | Makayla Couture | Perla | The Virgo Queen | Xana |

| CANDIDATE  | Helena Poison  | Makayla Couture | Minhi Wang | Perla           | The Virgo Queen | Uma Gahd    | Xana        |
| PERSONNAGE | Jennifer Tilly | Oprah Winfrey   | Mao Zedong | Mary-Kate Olsen | Lynn Toler      | Dee Gruenig | Bettie Page |

| CANDIDATE                              | HELENA POISON | MAKAYLA COUTURE | MINHI WANG | THE VIRGO QUEEN |
| -------------------------------------- | ------------- | --------------- | ---------- | --------------- |
| NOMBRE DE VICTOIRES                    | 1             | 1               | 2          | 2               |
| ÉPISODE(S)                             | 8             | 5               | 4, 7       | 1, 3            |
| NOMBRE DE FOIS EN DANGER D'ÉLIMINATION | 0             | 2               | 0          | 2               |
| ÉPISODE(S)                             | —             | 6, 8            | —          | 6, 7            |